# Авен, Олег Иванович
Оле́г Ива́нович А́вен (25 января 1927, Москва, СССР — 1 марта 1992, там же, Россия) — советский и российский учёный в области автоматического управления, член-корреспондент РАН (с 1991) АН СССР (1984—1991), доктор технических наук, профессор.

## Биография
Отец, Янис (Ян Яковлевич) Авен (1895—1938) родился в Венденском уезде Лифляндской губернии (усадьба Зайкари). В 1913 году вступил в ЛСДРП. В 1915 году призван в армию, в октябре 1917-го латышский стрелок в охране Смольного. С конца 1917 года комиссар ВЧК (политотдел Рижского фронта, зав. следственным отделом чрезвычайной следственной комиссии на Чехословацком фронте, особый отдел 15-й армии). В 1920 сотрудник Помгола. В 1927—1929 гг. комендант советского полпредства в Стокгольме. Летом 1929 года, вернувшись из Швеции, подал заявление о разрыве с оппозицией, в котором признавал, что «примыкал к Ленинградской оппозиции и никогда троцкистом не был». Сменил множество мест службы, включая пост директора Московского цыганского театра. В 1934-м исключён из ВКП(б) за связь с оппозиционерами. 15 февраля 1935 года арестован во время волны репрессий после убийства Кирова. 20 июня 1935 года Особым совещанием при НКВД СССР Авен был приговорён к 5 годам ИТЛ «за контрреволюционную троцкистско-зиновьевскую агитацию». Срок отбывал в Карлаге, затем на Колыме. 10 марта 1938 года расстрелян по приговору особой тройки при УНКВД по Дальстрою за «участие в контрреволюционной повстанческой организации». Сыну Олегу было 11 лет.
С 1950 года работал в Институте автоматики и телемеханики АН СССР (ныне — Институт проблем управления им. В. А. Трапезникова). Прошёл путь от младшего научного сотрудника до учёного секретаря Института (с 1960 года). Член КПСС с 1960 года. В 1968 году он организовал и возглавлял до 1992 года Лабораторию автоматизированных систем управления. Одновременно занимал должность учёного секретаря Национального комитета СССР по автоматическому управлению и ответственного секретаря Комитета по системному анализу при Президиуме Академии наук СССР.
26 декабря 1984 года избран членом-корреспондентом Академии наук СССР по Отделению информатики, вычислительной техники и автоматизации.
Умер в Москве 1 марта 1992 года. Похоронен на Донском кладбище, участок № 10.
Был болельщиком футбольного клуба «Спартак (Москва)».

## Семья
- Жена — Тамара Иосифовна Злотникова (1925—2016)[6].
  - Сын — Пётр Олегович Авен, министр внешних экономических связей в правительстве Е. Гайдара и предприниматель[7].

## Награды
- Орден «Знак Почёта» (1971 год)
- Государственная премия СССР (1984 год)

## Труды
- Авен О. И. и др. Оценка качества и оптимизация вычислительных систем. — М.: Наука, 1982. — 464 с.